# ENSEIRB-MATMECA
École nationale supérieure d'électronique, informatique, télécommunications, mathématiques et mécanique de Bordeaux (ou ENSEIRB-MATMECA) é uma escola de engenharia, instituição de ensino superior público localizada na cidade do Talence, França, fundada em 1920..
A ENSEIRB-MATMECA diploma engenheiros généralistes ao final de três anos de estudo.
Para ser adtimido em uma grande école o aluno deve ser aprovado em um vestibular 
após ter cursado dois anos de Classe Préparatoire. 
Os três anos de estudo na École comportam dois anos de ciclo básico, seguido de um ano de especialização, sendo este último realizado em uma das diversas ênfases propostas pela instituição:
- Empreendedorismo; Gestão-Auditoria-Conselho; Aménagement-Construção-Meio Ambiente; Concepção de Produtos e Sistemas Inovadores; Produção; Logística; Pesquisa.
- Mecânica Avançada; Engenharia Civil; Matéria e Energia; Ondas; Nanoeletrônica e Telecomunicação;
- Engenharia Elétrica e Controle; Sistemas Elétricos e Eletrônicos; Sistemas Automatizados; Sistemas de Produção;
- Sistemas de Informação; Informática; Informática decisional; Serviços e Sistemas Sócio-económicos;Sistemas de Transporte e Logística.

## Laboratórios e centros de investigação
- Laboratórios mecânico
- Laboratórios matemática
- Laboratórios material
- Laboratórios tecnologia da informação